# HEPA

Filtr HEPA z opcjonalnymi separatorami aluminiowymi. Po prawej przedstawiono działanie w 3 najważniejszych mechanizmów zatrzymujących zanieczyszczenia.

HEPA (ang. High Efficiency Particulate Air) – jedna z grup wysokoskutecznych filtrów powietrza. Ich badanie i klasyfikację opisuje norma EN 1822-1:2009. 
Filtry HEPA w instalacjach wentylacyjnych stosowane są przede wszystkim jako filtry końcowe pomieszczeń o wysokich i bardzo wysokich wymaganiach dotyczących czystości powietrza, jak np.:
- przemysł farmaceutyczny,
- laboratoria,
- sale zabiegowe,
- sale operacyjne (w nawiewnikach laminarnych),
- przemysł spożywczy,
- przemysł elektroniczny,
- schrony wojskowe.

Filtry tego typu są stosowane również jako wstępne filtry instalacji wyciągowych powietrza – w przypadku, gdy w wyciąganym powietrzu mogą znaleźć się zanieczyszczenia mogące być potencjalnie szkodliwymi dla środowiska. Przykładem takiego zastosowania jest usuwanie powietrza z obiektów nuklearnych. 
Ponadto filtry HEPA stosowane są również w indywidualnych urządzeniach, jak:
- laboratoryjne komory laminarne,
- odkurzacze,
- oczyszczacze powietrza.

Filtry HEPA wykonywane są z włókien szklanych. Są skuteczne dla cząsteczek ≥ 0,01 µm. Zatrzymują większość (zależnie od klasy co najmniej 99,95% lub 99,995%) zanieczyszczeń mechanicznych o rozmiarze 0,3 µm. Sprawność określana jest dla tej wielkości cząstki, ponieważ właśnie dla takich cząstek sprawność filtrów HEPA jest najniższa. Dla innych cząstek – zarówno większych jak i mniejszych sprawność filtracji będzie jeszcze wyższa. Tak wysoka skuteczność filtracji pozwala usunąć z powietrza między innymi: komórki grzybów, pierwotniaki, bakterie oraz niektóre wirusy. 
Klasyfikacja filtrów HEPA według normy N1822-1: 2009:
| Klasa filtra | Skuteczność całkowita filtracji | Wykorzystanie |
| ------------ | ------------------------------- | --- |
| EPA E10      | 85%                             | - obiekty przemysłowe - oczyszczacze powietrza - odkurzacze - klimatyzatory |
| EPA E11      | 95%                             | - obiekty przemysłowe - oczyszczacze powietrza - odkurzacze - klimatyzatory |
| EPA E12      | 99,5%                           | - szpitale - zakłady produkujące żywność - laboratoria - przemysł farmaceutyczny - oczyszczacze powietrza - odkurzacze - klimatyzatory                                                         |
| HEPA H13     | 99,95%                          | - szpitale - zakłady produkujące żywność - laboratoria - przemysł farmaceutyczny - oczyszczacze powietrza - odkurzacze - klimatyzatory                                                         |
| HEPA H14     | 99,995%                         | - szpitale o podwyższonych standardach - oczyszczacze powietrza - odkurzacze - klimatyzatory                                                                                                   |
| ULPA U15     | 99,9995%                        | - produkowane z myślą o miejscach, które muszą spełniać bardzo restrykcyjne wymogi w zakresie jakości powietrza - przemysł nuklearny, farmaceutyczny, pirotechniczny, energetyczny i spożywczy |
| ULPA U16     | 99,99995%                       | - produkowane z myślą o miejscach, które muszą spełniać bardzo restrykcyjne wymogi w zakresie jakości powietrza - przemysł nuklearny, farmaceutyczny, pirotechniczny, energetyczny i spożywczy |
| ULPA U17     | 99,999995%                      | - produkowane z myślą o miejscach, które muszą spełniać bardzo restrykcyjne wymogi w zakresie jakości powietrza - przemysł nuklearny, farmaceutyczny, pirotechniczny, energetyczny i spożywczy |

Dla prawidłowego działania filtra HEPA i utrzymania jego sprawności konieczne jest jego właściwe osadzenie.